# Жонжев
Жонжев (пол. Rzążew) — село в Польщі, у гміні Збучин Седлецького повіту Мазовецького воєводства.
Населення — 237 осіб (2011).
У 1975-1998 роках село належало до Седлецького воєводства.

## Демографія
Демографічна структура станом на 31 березня 2011 року:
|          | Загалом | Допрацездатний вік | Працездатний вік | Постпрацездатний вік |
| -------- | ------- | ------------------ | ---------------- | -------------------- |
| Чоловіки | 121     | 22                 | 80               | 19                   |
| Жінки    | 116     | 28                 | 61               | 27                   |
| Разом    | 237     | 50                 | 141              | 46                   |